# Marigny (Manche)
Marigny ist eine Ortschaft und eine ehemalige französische Gemeinde mit 2.428 Einwohnern (Stand: 1. Januar 2022) im Département Manche in der Region Normandie. Sie gehörte zum Kanton Saint-Lô-1 und zum Arrondissement Saint-Lô.
Mit Wirkung vom 1. Januar 2016 wurden die früheren Gemeinden Marigny und Lozon zu einer Commune nouvelle mit dem Namen Marigny-Le-Lozon fusioniert und haben in der neuen Gemeinde den Status einer Commune déléguée. Der Verwaltungssitz befindet sich im Ort Marigny.

## Geographie
Der Ort liegt etwa zehn Kilometer westsüdwestlich von Saint-Lô und etwa 15 Kilometer ostnordöstlich von Coutances am Fluss Lozon.

## Bevölkerungsentwicklung
| Jahr      | 1962 | 1968 | 1975 | 1982 | 1990 | 1999 | 2006 | 2012 |
| Einwohner | 1125 | 1196 | 1255 | 1440 | 1668 | 1872 | 2067 | 2203 |

## Sehenswürdigkeiten
- Kirche Saint-Pierre

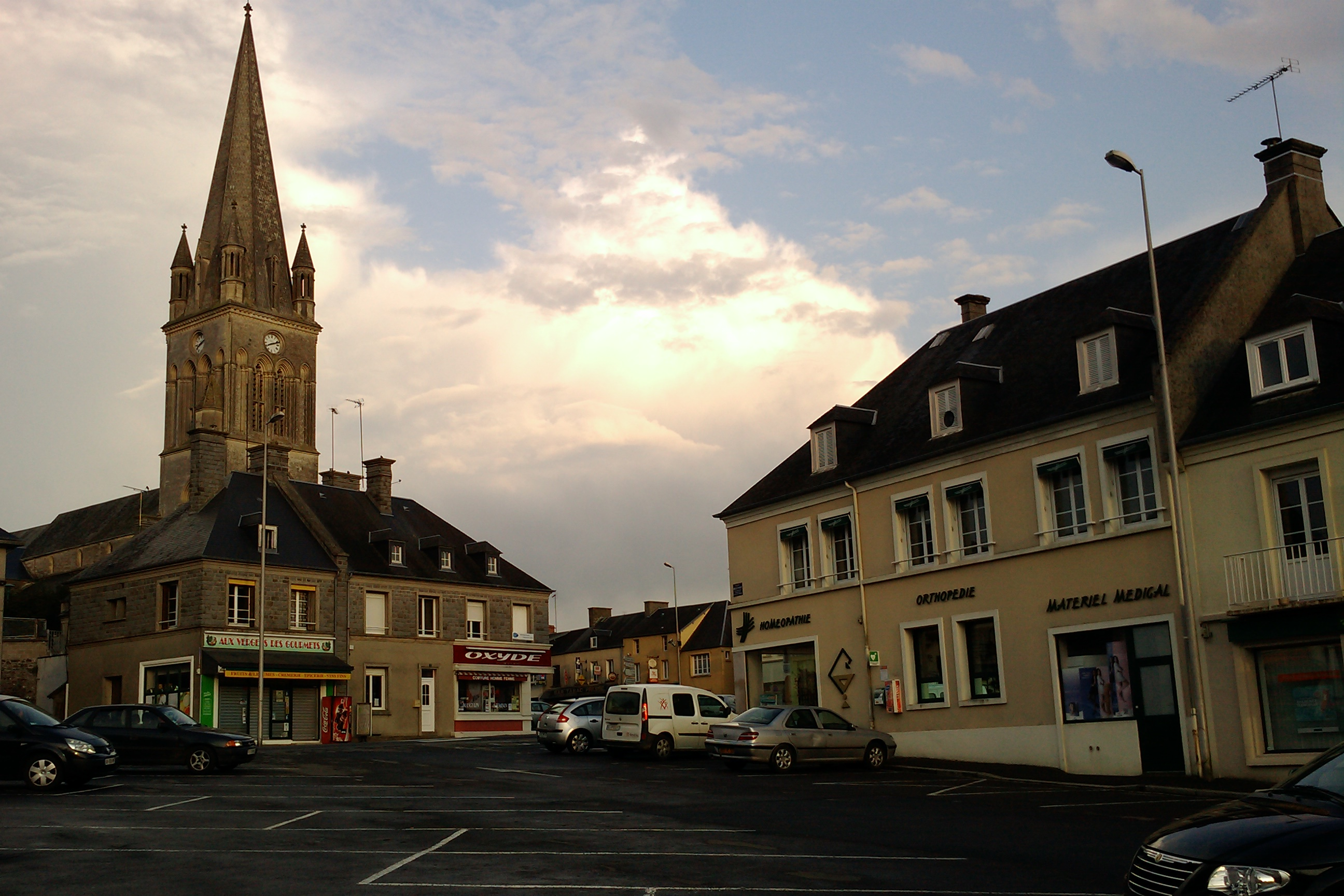
Kirche Saint-Pierre

- Burgruine Butte du Castel, Monument historique
- Britischer Militärfriedhof